# Will de Laat
W.M. (Will) de Laat (1939) is een Nederlands politicus van het CDA.
Hij begon zijn carrière als hoofd dienst maatschappelijk werk van het Psychiatrisch Ziekenhuis Voorburg in Vught. Daarna werkte De Laat bij de Katholieke Leergangen in Tilburg waar hij agogiek en psychologie doceerde. Later werd hij adjunct-directeur van de eveneens in Tilburg gevestigde Middelbaar Social Pedagogische Opleiding.
Naast zijn werk was hij ook actief in de lokale politiek. Begin jaren 70 werd hij in Vught gekozen als gemeenteraadslid waar hij fractievoorzitter werd. In 1986 werd De Laat benoemd tot burgemeester van Megen, Haren en Macharen wat hij zou blijven tot die gemeente op 1 januari 1994 zou opgaan in de gemeente Oss. Daarnaast was hij sinds 1991 waarnemend burgemeester van Den Dungen wat hij zou blijven tot die gemeente op 1 januari 1996 opging in Sint-Michielsgestel. In 1994 is hij tevens een half jaar waarnemend burgemeester van Ravenstein geweest. Van mei 1996 tot 1 januari 1999 was De Laat waarnemend burgemeester van Maasdriel en vanaf juli 1998 was hij tevens waarnemend burgemeester van Dodewaard wat hij zou blijven tot die gemeente op 1 januari 2002 opging in Neder-Betuwe (aanvankelijk heette die gemeente nog 'Kesteren'). Ten slotte was hij van 2002 tot 2006 waarnemend burgemeester van Westervoort.